# Chesham (London Underground)

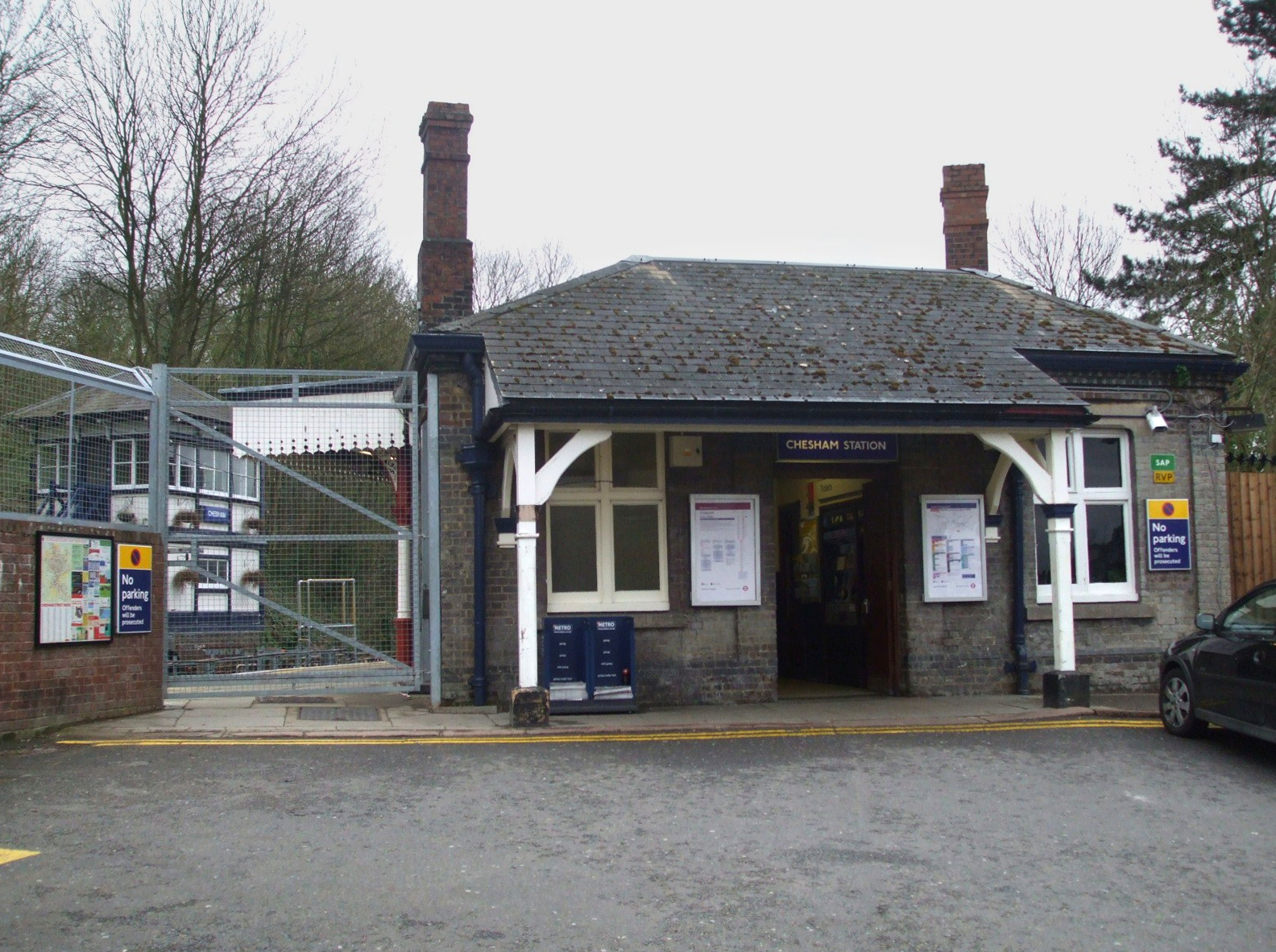
Stationsgebäude vom Bahnhofsvorplatz aus gesehen

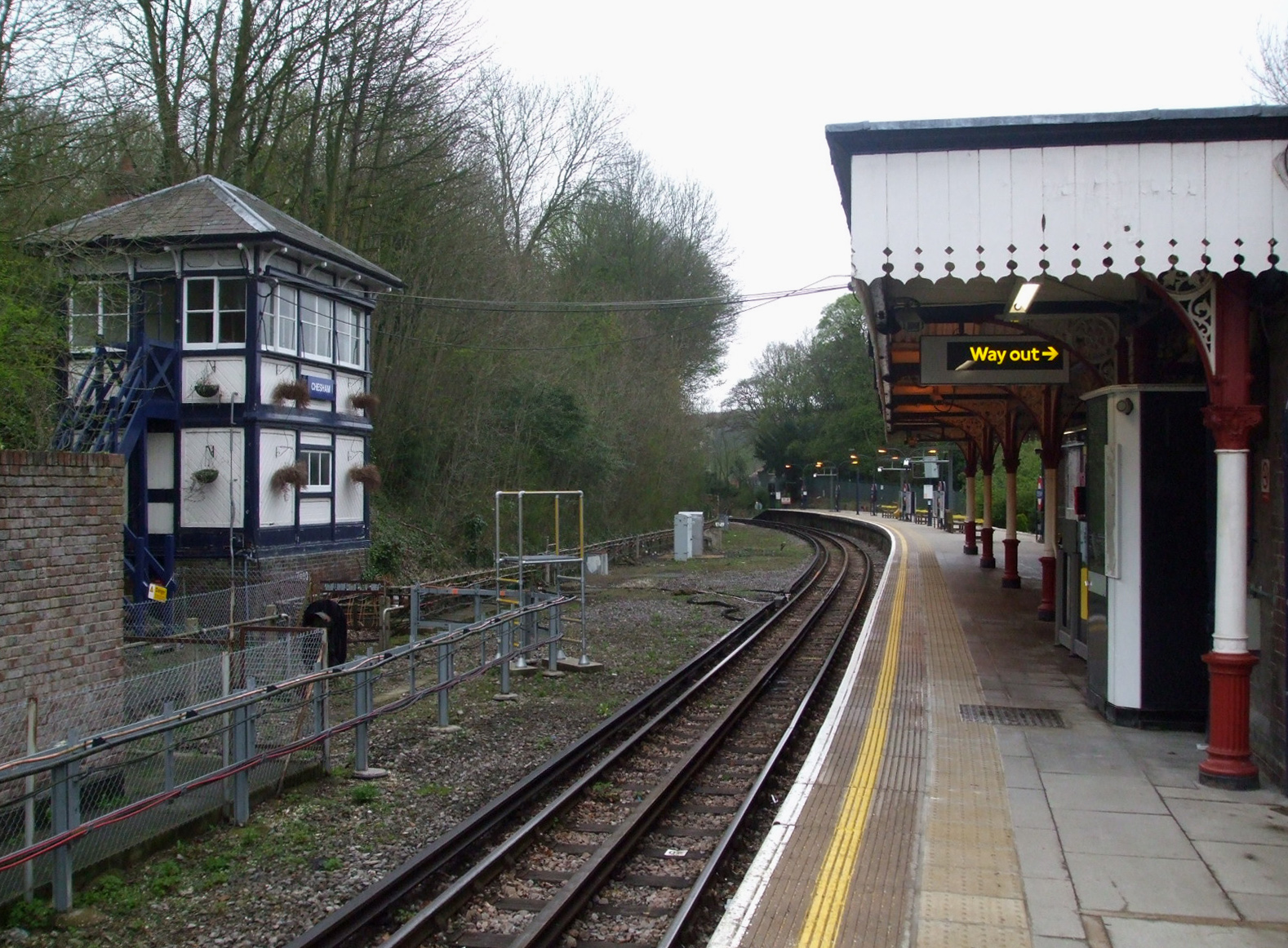
Blick auf den Bahnsteig in Richtung Chalfont & Latimer, links das Stellwerksgebäude

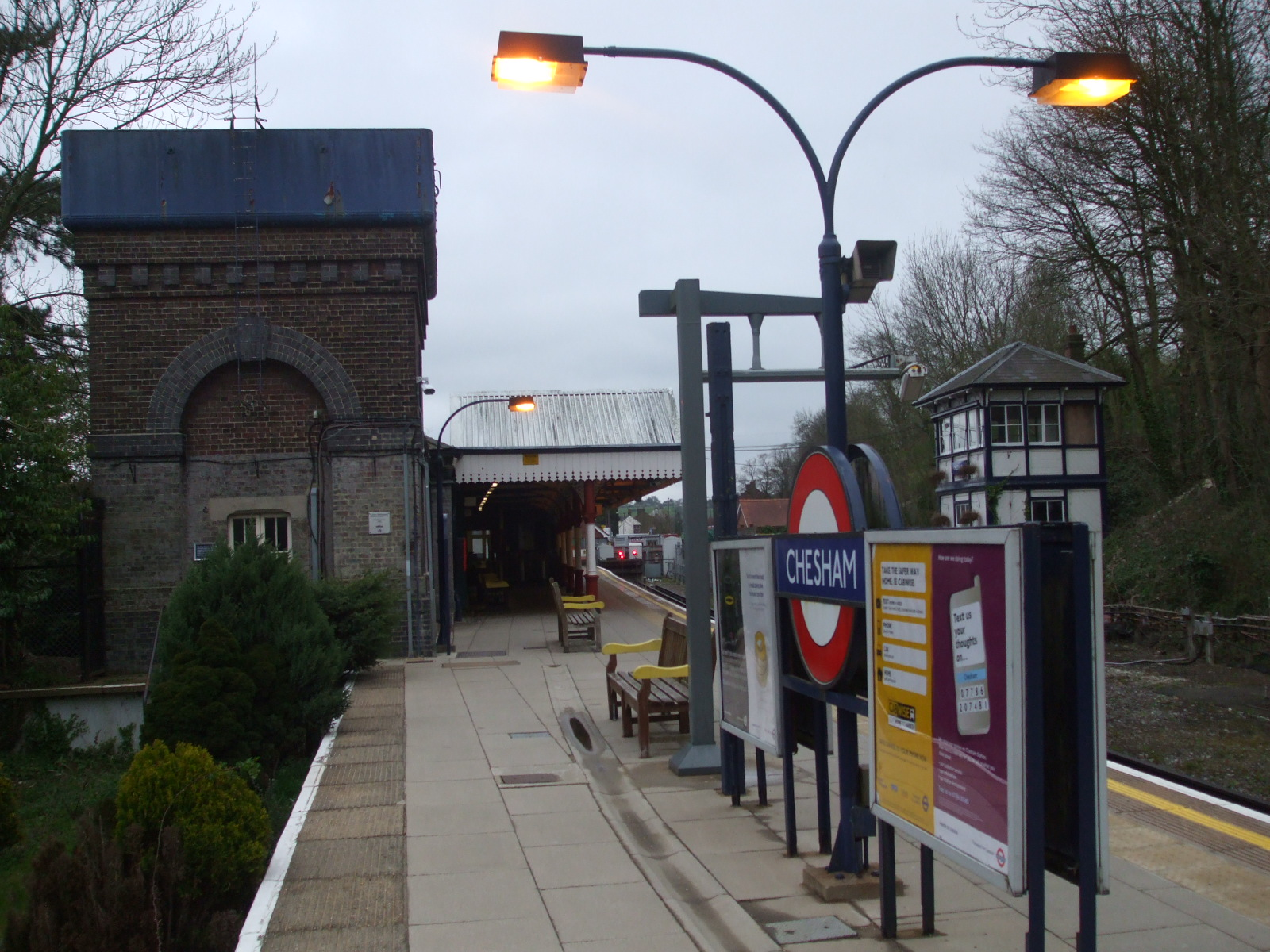
Blick nach Norden mit Wasserturm und nicht mehr genutztem Gleistrog

Chesham ist eine oberirdische Station der London Underground in der Grafschaft Buckinghamshire, nordwestlich von London gelegen. Sie befindet sich in der Ortschaft Chesham an der Station Road und ist eine von vier westlichen Endstationen der Metropolitan Line. Die in der Travelcard-Tarifzone 9 gelegene Station ist eine von 14 außerhalb von Greater London und wurde im Jahr 2013 von 0,69 Millionen Fahrgästen genutzt. Sie ist somit eine der am wenigsten genutzte Stationen der Metropolitan Line. Mit einem Abstand von rund 40 Kilometern bis Charing Cross ist Chesham die am weitesten vom Londoner Stadtzentrum entfernt liegende U-Bahn-Station. Gleichzeitig bildet sie den nördlichsten und westlichsten Punkt des Underground-Netzes. Die Distanz von 6,26 Kilometer zur Nachbarstation Chalfont & Latimer ist zudem der größte Abstand zwischen zwei Underground-Stationen.

## Geschichte

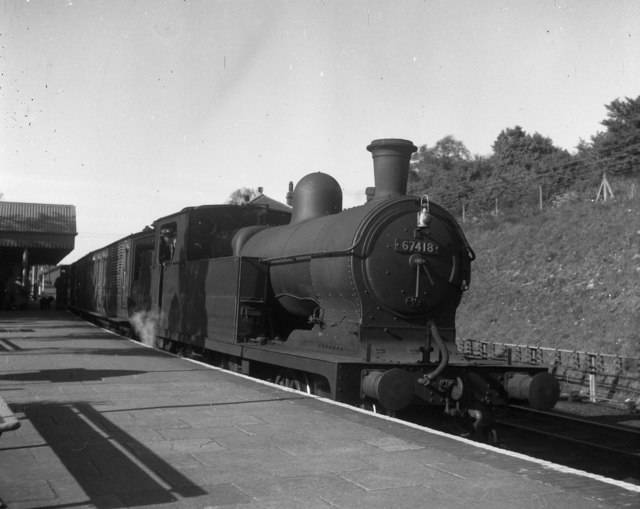
Noch bis 1961 kamen im äußersten Nordwesten des Underground-Netzes dampflokbespannte U-Bahn-Züge zum Einsatz, wie hier am 26. Mai 1957 in Chesham

Am 8. Juli 1889 eröffnete die Metropolitan Railway (Vorgängergesellschaft der Metropolitan Line) die Station, als sie ihre Stammstrecke über Rickmansworth hinaus bis hierhin verlängerte. Es gab Bestrebungen, die Strecke nach Tring zu verlängern und dort mit der West Coast Main Line (Strecke London – Birmingham der London and North Western Railway) zu verbinden. Nach dem Kauf einiger dafür notwendiger Landparzellen und einigen Arbeiten an einem Betondamm wurden die Pläne wieder fallengelassen. Die Underground-Strecken nordwestlich von Rickmansworth wurden als letzte des gesamten Netzes elektrifiziert, am 12. September 1960. Der letzte dampfbetriebene Zug verkehrte am 10. September 1961.

## Ausstattung
Ursprünglich verfügte die Station Chesham über das heute noch genutzte Bahnsteiggleis und ein östlich daneben liegendes Güter- und Umsetzgleis. Während in Fahrtrichtung Chalfont & Latimer die Strecke unmittelbar hinter dem Personenbahnhof eingleisig wurde, führten nach Norden hin beide Gleise in eine weitläufige Verladeanlage, die sich bis zur Hempstead Road (heute White Hill) hinzog. Sie bestand aus drei mal zwei bis zur Straße reichenden Lade- und Abstellgleisen, einem etwas kürzeren Kohlegleis im Osten und einem Ladegleis für Milchvieh im Westen. Am äußersten Ende des westlichen Gleisbündels entstand ein Güterschuppen. Der Bahnhofsvorplatz erstreckte sich am Ende der Station Road genau zwischen der Verladeanlage im Norden und dem unmittelbar am Bahnsteig gelegenen Bahnhofsgebäude im Süden.
Das Herzstück des heute noch genutzten Personenbahnhofs bildet das parallel zum Bahnsteig angeordnete Empfangsgebäude. Zum Bahnhofsvorplatz nach Norden hin abgewinkelt, wurde am südlichen Ende des Gebäudes ein Wasserturm errichtet. In Verlängerung dieses Turms ergänzte man einige Jahre später ein weiteres, stumpf endendes Personenzuggleis, womit der nun mit einem Inselbahnsteig ausgestattete Bahnhof über zwei unterschiedlich lange Bahnsteiggleise und das östlich davon gelegenes Güter- und Umsetzgleis verfügte. Das straßenseitige Ende des Mittelbahnsteigs ist auch heute noch bis etwa auf Höhe des Wasserturms überdacht. Schräg gegenüber, auf der anderen Seite des östlichen Gleisbereichs, liegt das Stellwerksgebäude.
Im Juli 1966 stellte man die Güterverladung in Chesham ein, was die in Verlängerung der beiden östlichen Gleise befindlichen Verladeanlagen und Gütergleise überflüssig machte. Nach Abriss des Güterareals endeten beide Gleise auf Höhe des nördlichen Bahnsteigendes stumpf an einem Prellbock, das Umsetzgleis wurde kurze Zeit später komplett entfernt. Mangels Bedarf legte man 1970 auch das westliche Bahnsteiggleis still, sodass auf dem gesamten Chesham-Ast heute keine Ausweichmöglichkeiten mehr bestehen, was die Strecke zum einzigen eingleisigen Streckenast der Metropolitan Line macht. Das Stationsgebäude steht mitsamt Stellwerk und Wasserturm unter Denkmalschutz (Grade II). Auf der Fläche der ehemaligen Verladeanlage im Bereich der heutigen Straße The Backs wurden mehrere Parkplätze für den U-Bahnhof und einen Supermarkt angelegt. Der ungenutzte westliche Gleistrog im Stationsbereich wurde bepflanzt.

## Bedienung
Seit dem 12. Dezember 2010 verkehren tagsüber alle 30 Minuten Acht-Wagen-Züge ab Chesham bis zur Baker Street, während der Hauptverkehrszeit sogar bis Aldgate. Dies stellt eine bedeutende Verbesserung des Angebots dar. Vorher verkehrte tagsüber in der Regel ein einzelner, aus vier Wagen bestehender Pendelzug nach Chalfont & Latimer, wo die Fahrgäste umsteigen mussten. Nur während der Hauptverkehrszeit fuhren einzelne Züge bis zur Baker Street.